# Daphne-Palast

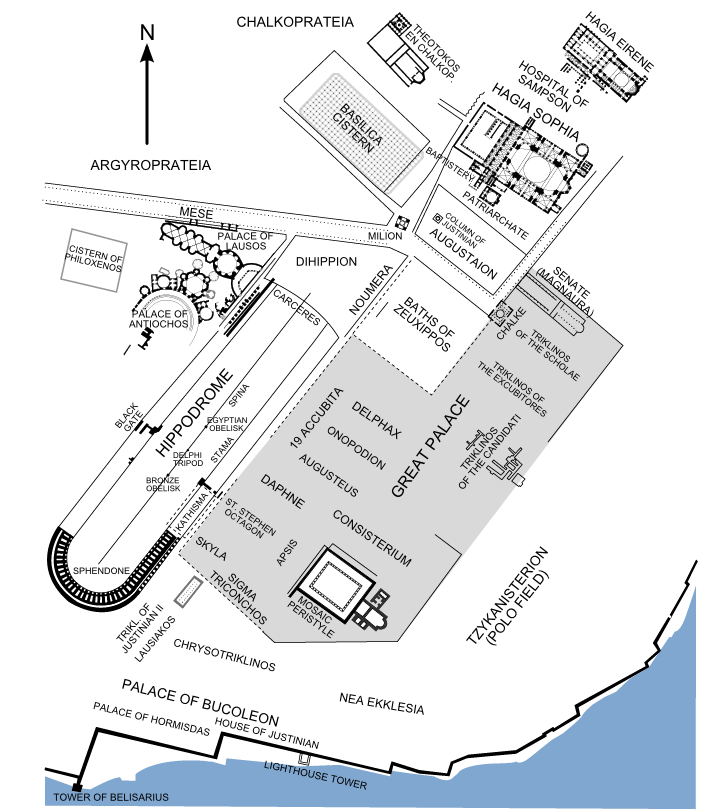
Plan des Großen Palasts von Konstantinopel nach den literarischen Quellen, erhaltene Reste in schwarz

Der Daphne-Palast war einer der Hauptflügel des Großen Palastes von Konstantinopel in byzantinischer Zeit. Nach Angaben des Pseudo-Kodinos wurde der Palast nach einer Statue der Nymphe Daphne benannt, die aus Rom herbeigeschafft worden war.

## Geschichte und Beschreibung
Der Daphne-Palast entstand in der frühesten Bauphase des Großen Palastes unter Konstantin dem Großen, der die Stadt Byzantion zu seiner Hauptstadt Konstantinopel ausbaute und zum Zentrum des Reiches machte. Justin II., der von 565 bis 568 regierte, baute das ursprüngliche Gebäude aus, das bis zum 8. Jahrhundert nach Chr. Residenz der Kaiser war.
Der Gebäudekomplex bestand aus Zeremoniengebäuden und Wohnbereichen und lag im westlichen Teil des kaiserlichen Gesamtkomplexes direkt neben dem Hippodrom und über eine Treppe verbunden mit dem Kathisma. Der Komplex beinhaltete den Wohnflügel mit den Schlafgemächern des Kaisers (koitōn), das Oktagon und die Stephanos-Kapelle, die ca. 421 von der Kaiserin Aelia Pulcheria erbaut worden war, um als Reliquie den rechten Arm des Heiligen aufzubewahren. Der Daphne-Palast war verbunden mit dem Speisesaal (Triklinos) des Augusteus, einem der ältesten Teile des Palastes. Die geräumige Halle war auch bekannt unter dem Namen Stepsimon (griechisch Στέψιμον, dt. Krönung), was auf ihre Funktion als Krönungshalle des Palastes schließen lässt. Diese Funktion hatte die Halle insbesondere für die Krönung der Kaiserinnen, war aber auch Ort kaiserlicher Hochzeiten bis zur mittleren byzantinischen Zeit. Das Augusteus war verbunden mit dem später erbauten Trikonchos-Palast und der Halle des Konsistoriums. Die Lage zweier später erbauter Kapellen, die der hl. Jungfrau Maria und der Dreifaltigkeit gewidmet waren, wurde im südlichen Teil des Daphne-Komplexes gefunden.
Im 9. und 10. Jahrhundert verlagerte sich das Zentrum des höfischen Lebens in den Süden des Palastkomplexes in Richtung Bukoleon-Palast und die Zeremonien in den Chrysotriklinos. Trotzdem blieb der Daphne-Palast Ort kaiserlicher Zeremonien, wie das De ceremoniis von Konstantin VII. beschreibt. Den Niedergang des Palastes dokumentiert recht gut die Maßnahme von Kaiser Nikephoros II. (Regierungszeit 963–969), der den Großen Palast mit neuen Mauern umgab und den Daphne-Palast ausschloss.
Nach dem 11. Jahrhundert scheint der Palast zunehmend baufällig gewesen und schrittweise zerstört worden zu sein. Der Prozess verschärfte sich, als die Lateiner während der Periode des Lateinischen Kaiserreichs (1204–1261) den Komplex plünderten und Metalle und Architekturelemente entnahmen.

## Architektur
Das exakte Erscheinungsbild des Gebäudekomplexes ist nicht überliefert, da Ausgrabungen aufgrund der Lage unter der Sultan-Ahmed-Moschee nicht möglich sind und die einzigen Quellen zum Aussehen aus literarischen Quellen stammen. Der Kunsthistoriker Jonathan Bardill vermutet allerdings, dass das Peristyl mit Mosaiken an eine Halle mit Apsis anschloss und dass diese Halle, entdeckt bei den Ausgrabungen der Walker Trust Excavations in den Jahren 1935 bis 1937 und 1952 bis 1954, das Augustaion des Palasts gewesen sein könnte.